# Prunum boreale
Prunum boreale, tên tiếng Anh: boreal marginella, là một loài ốc biển, là động vật thân mềm chân bụng sống ở biển trong họ Marginellidae, họ ốc mép.